# Acidente de helicóptero de 2019 em Nova Iorque
O acidente do AgustaWestland AW109 em Nova Iorque ocorreu em 10 de junho de 2019, devido a uma colisão com o AXA Equitable Centre, Seventh Avenue. Tim McCormack, o piloto, morreu no acidente. A aeronave era de propriedade privada no momento do acidente. 

## Acidente
O voo teve origem no Heliporto da East 34th Street ( FAA LID : 6N5) aproximadamente às 13h32 (horário de Brasília) com destino a Linden, Nova Jersey. Por volta das 13h43 (horário de Brasília) de 10 de junho de 2019, um helicóptero Agusta A109E Power caiu no teto do AXA Equitable Centre .  A primeira chamada de emergência foi feita às 13h43. O FDNY considerou o acidente como um "pouso forçado". O helicóptero envolvido no acidente, N200BX, logo pegou fogo, matando o único ocupante Tim McCormack, o piloto.  Testemunhas oculares afirmam que viram o que provavelmente era um vazamento de combustível. 

## Eventos
Após o incidente, o prefeito da cidade de Nova York, Bill de Blasio, informou a imprensa sobre o acidente. 